# さらば荒野
『さらば荒野』（さらばこうや、The Hunting Party）は1971年のアメリカ合衆国・イギリスの西部劇映画。監督はドン・メドフォード、出演はオリヴァー・リード、ジーン・ハックマン、キャンディス・バーゲン、サイモン・オークランド、ロナルド・ハワードなど。無学な無法者の男と彼に誘拐された人妻の愛と逃避行を描いている。
この映画はマドリードのスタジオで撮影され、スペイン、アンダルシアのタベルナス砂漠などがロケ地になった。

## ストーリー
無法者を率いるフランク・コールダーは放浪以外の人生にあこがれを持ち、友人のドク以外の周囲の人間を見下していた。
ある日、仲間たちとともにテキサス州ルーガー郡を訪れたコールダーは、学校でアルファベットを教えていた美女を見つけるや否や、これが理想の人間だと思い、彼女をさらっていった。
ただし、この女性は教師ではなくこの町の有力者ブランツ・ルーガーの妻メリッサであり、当のルーガーは妻をさらった無法者たちに復讐を誓う。やがて双方の間で殺し合いになり、ルーガーはコールダーとともに逃走するメリッサを追い、ついには2人とも射殺してしまう。

## キャスト
| 役名                     | 俳優                   | 日本語吹替 |
| 役名                     | 俳優                   | TBS版 |
| ------------------------ | ---------------------- | --- |
| フランク・コールダー     | オリヴァー・リード     | 内海賢二 |
| メリッサ・ルーガー       | キャンディス・バーゲン | 鈴木弘子 |
| ブラント・ルーガー       | ジーン・ハックマン     | 森山周一郎 |
| マシュー（マット）・ガン | サイモン・オークランド | 峰恵研 |
| ドク・ハリソン           | ミッチェル・ライアン   | 寺島幹夫 |
| サム・ベイヤード         | G・D・スプラドリン     | 矢田耕司 |
| ワット・ネルソン         | ロナルド・ハワード     | 岸野一彦 |
| 不明 その他              |                        | 伊武雅之 松田重治 鈴木れい子 国坂伸 西村知道 黒部鉄 小出和明 久野みどり 徳島嘉子 黒沢明美 今村泉 大見川高行 松田辰也 |
|                          |                        | |
| 演出                     | 演出                   | 中野寛次 |
| 翻訳                     | 翻訳                   | 木原たけし |
| 効果                     | 効果                   | PAG |
| 調整                     | 調整                   | 山下欽也 |
| 制作                     | 制作                   | 東北新社 |
| 解説                     | 解説                   | 荻昌弘 |
| 初回放送                 | 初回放送               | 1977年3月21日 『月曜ロードショー』                                                                                   |

## 作品の評価
Rotten Tomatoesによれば、10件の評論のうち高評価は20%にあたる2件で、平均点は10点満点中3.7点となっている。